# ۷۲ حوری
۷۲ حوری (هندی: ७२ हूरें) فیلم هندی فراطبیعی هندی-زبان محصول سال ۲۰۱۹ است که در سال ۲۰۲۳ اکران شد، کارگردان و نویسنده فیلم سنجی پوران سینگ چوهان بود. این فیلم با تأخیر در روز ۷ ژوئیه ۲۰۲۳ در هند اکران گردید و در پی آن نظرات مثبت را دریافت کرد. هرچند، این فیلم در رده یک فیلم مستقل با فروش معمولی قرار گرفت.